# Incident de l'Arrow
L'incident de l'Arrow va ser el detonant de la segona guerra de l'opi, i es va produir el 8 d'octubre de 1856, quan funcionaris xinesos van abordar l'Arrow, un vaixell d'amos xinesos que havia estat registrat a Hong Kong (en possessió dels britànics) i era sospitat de pirateria i contraban. Dotze subdits xinesos van ser arrestats i empresonats. Els funcionaris britànics de Guangzhou van demanar l'alliberament dels navegants afirmant que com el vaixell havia estat recentment registrat per britànics es trobava sota la protecció del Tractat de Nanjing. Només quan va ser demostrat que aquell era un argument feble, els britànics van insistir que l'Arrow navegaba sota pavelló britànic i que els soldats xinesos havien insultat la bandera. Estant en guerra amb els insurgents de la Rebel·lió Taiping, els Qing no estaven en condicions de rebre un atac d'Occident.
Encara que els britànics van ser retardats per la Rebel·lió índia de 1857, van respondre a l'Incident del Arrow l'any 1857 atacant Guangzhou des del Riu de les Perles. Ye Mingchen, qui es convertiria en governador de les províncies de Guangdong i Guangxi, va alertar als soldats xinesos en els forts. Després de prendre els forts propers a Guangzhou sense gaire esforç, l'exèrcit britànic va atacar la ciutat.
El Parlament britànic va decidir actuar a la Xina basant-se en el report de l'Incident de l'Arrow presentat per Harry Parkes, el cònsol britànic a Guangzhou.